# Résolution 167 du Conseil de sécurité des Nations unies
Membres permanents
- Chine (Taïwan)
- États-Unis
- France
- Royaume-Uni
- URSS

Membres non permanents
- Chili
- Sri Lanka
- Équateur
- Liberia
- Turquie
- RAU

Résolution no 166 Résolution no 168
La Résolution 167 est une résolution du Conseil de sécurité de l'ONU votée le 25 octobre 1961 au cours de la 971e session du Conseil de sécurité concernant  la Mauritanie et qui recommande à l'Assemblée générale des Nations unies d'admettre ce pays comme nouveau membre.

## Vote
La résolution est approuvée par 9 voix.

Le vote contre est celui de la République arabe unie.

L'abstention est celle de l'URSS.

## Contexte historique
Colonie française depuis 1920, en 1946, la Mauritanie accède au statut de territoire d'outre-mer et le 10 novembre 1946, Ahmeddou Ould Horma Ould Babana devient le premier député mauritanien. Cela permet dès 1948, le développement d'une élite et de partis politiques. La loi-cadre Gaston Defferre du 23 juin 1956 permet la création d'un pouvoir exécutif local dont la mise en place est confiée à un avocat Mokhtar Ould Daddah.
Après le référendum de 1958, la Constitution mauritanienne adoptée l'année suivante instaure un régime parlementaire. L'indépendance est proclamée le 28 novembre 1960. Le pays est reconnu officiellement par l'Organisation des Nations unies (ONU) le 27 octobre 1961 et devient membre fondateur de l'Organisation de l'unité africaine (OUA) en 1963.
.  (issu de l'article Mauritanie).
À la suite de cette résolution ce pays est admis à l'ONU le 27 octobre 1961,.

## Texte
- Résolution 167 Sur fr.wikisource.org
- Résolution 167 Sur en.wikisource.org